# Insentiraja
Insentiraja là một chi cá đuối nhỏ thuộc họ Rajidae. Người ta chỉ mới biết tới hai loài thuộc chi này, cả hai loài này đều sinh sống nơi tầng nước sâu ở phần Tây Trung tâm Thái Bình Dương.

## Loài
- Insentiraja laxipella (Yearsley & Last, 1992)
- Insentiraja subtilispinosa (Stehmann, 1989)